# Atalští Turkmeni
Atalští Turkmeni (vlastním jazykem Atalyň Türkmenleri, İgdir millet, doslova Igdirský lid; turecky Atal Türkmenleri; rusky Туркмены Атала → Turkmeny Atala, Бейк-Туркмены → Bejk-Turkmeny), jsou turkický národ, který tvoří hlavní část obyvatelstva obce Atal v Astrachaňské oblasti Ruské federace. Etymologicky jsou odkazováni k potomkům středověkých Oguzů a tvoří etnografickou skupinu Turkmenů. Podle sčítání lidu z roku 2002 byl jejich celkový počet včetně Kavkazských Turkmenů (Truhméni) [Туркмены (трухмены, тюрк с языком туркменским → Turek s jazykem Turkmenů)], Atalských Turkmenů a Turkmenů žijících v Ruské federaci 33 053. Jejich mateřské nářečí spadá pod turkmenský jazyk, který patří do skupiny západoturkických jazyků, podskupiny „Šahz“, také nazývaných „Turkic-i Kadim“, oghuzské větve makrojazyků – východní Torkama-ani jazyky. Atalští Turkmeni jsou muslimové, vyznávající sunnitskou větev islámu.

## Dějiny
Atalští Turkmeni pocházejí z turkmenských (Oguzové) kmenů Igdirů, Čavdurů a Sojunadžhiů, jež na konci 17. století a počátku 18. století společně migrovali přes poloostrov Mangyšlak k povodí dolního Itilu. Dělí se na pět rodů (Mamıt, Gökler, Tever, Goldaglı, Jahšıhodža). Navíc jsou mezi nimi příslušníci rodů a klanů, kteří nemají žádný vztah k Turkmenům–Igdirům. Malá část Atalských Turkmenů se považuje za potomky Pečeněhů, pocházejících ze zbytků Chazarského kaganátu. Patří sem rody Ellindel, An-Vollar, Arindan, Irrahir, Intedaal. Tyto rody tvoří většinu obyvatel obce.

## Jazyk
Atalští Turkmeni mluví dvěma dialekty jazyka Turkmenů – dialektem Truhménů a velkoigdirskou turkmenštinou (rusky великоигдырский диалект → velikoigdyrskij dialekt).
Truhménský dialekt Atalských Turkmenů je podobný dialektu Kavkazských Turkmenů (Truhméni), čili truhménskému jazyku. Rozdíly vznikají pouze ve fonetické struktuře slov a ve slovní zásobě, nejsou ale nijak významné.
Velkoigdirský dialekt je tvořen kombinací turkmenského jazyka Igdirů a národů, které žily v Atalu před příchodem Mangyšlakských Turkmenů. Dialekt se výrazně odklání od standardního jazyka, a to zejména z fonetického hlediska. Je u něj také jasně patrný vliv jazyka Nogajů, zejména v truhménském dialektu. V tomto ohledu si velkoigdirské nářečí zachovalo čistotu, protože bylo použito pro psaní a komunikaci v šlechtických kruzích.